# Uvaria dacremontii
Uvaria dacremontii är en kirimojaväxtart som beskrevs av Raymond Boutique. Uvaria dacremontii ingår i släktet Uvaria och familjen kirimojaväxter. Inga underarter finns listade i Catalogue of Life.